# Christen Skeel (f. 1603)
Christen Albertsen Skeel (født 27. juli 1603 på Riberhus, død 30. marts 1659) var en dansk adelsmand.

## Opvækst og ungdomsliv
Søn af rigsadmiral og rigsråd Albret Skeel (1572-1639) og Birgitte Friis til Hesselager. Han tilbragte de første år hos sine forældre, indtil han i 1605 kom til sin farmor Margrethe Brahe hvor han tilbragte de følgende fem år. Omkring 1611 kom han tilbage til forældrene på Riberhus, hvor han gik i skole sammen med sine brødre Christoffer og Otte. Han, og brødrene, afsluttede deres skolegang 23. februar 1619.
I årene derefter rejste både han og brødrene ud til bl.a. Hessen og flere andre tyske områder. I januar 1620 vendte han dog hjem til forældrene, men allerede to måneder senere rejste han igen. Det er lidt uklart hvad han præcist lavede i denne periode, men det tyder på han studerede ved Københavns Universitet indtil 1623, for derefter igen at rejse denne gang til Nederlandene, England, Frankrig og Italien for at studere. I 1626 immatrikuleredes han ved universitet i Padova.
Han vendte hjem i marts 1627 og allerede d. 27. oktober samme år blev han forlovet på Vallø Slot med Birgitte Ruud, datter af Corfidtz Ruud og Birgitte Rosensparre.

## Voksenliv
I en periode efter forlovelsen var han udsendt for at opvarte ekstraordinær abgesandt Christian Friis, kongens kansler, og Thage Tot, på dennes rejse til Kong Gustavs hof i Sverige. Efter hjemkosten fortsatte han i tjeneste hos Christian Friis som page, bl.a. ved fredsforhandlinger i Lübeck.
Han blev viet med sin forlovede Birgitte Ruud i Odense den 12. september 1630.
I 1632 fik han befaling over et af de jyske kompagnier til hest med rang af løjtnant, en stilling han beholdt de efterfølgende seks år.
Fra 1638 virkede han som landkommissær for Sjælland, en stilling der blev bekræftet 16. september 1645 af rigsrådet, og igen bekræftet af Kong Christian IV 25. oktober samme år. Han bestred denne stilling frem til 16. oktober 1649 hvor han tog sin afsked.
Hans kone Birgitte Ruud døde d. 25 maj 1645 ved fødslen af deres 11. barn. Inden da havde de sammen fået Albret, Corfitz, Berte, Birgitte, Karen, Helvig, Lisabeth, Birgette, Berte og Otte Skeel. Det er lidt uklart, men umiddelbart har kun de tre sidstnævnte overlevet deres far.
Han aflagde ed som medlem af rigsrådet d. 4. juli 1650 på Københavns Slot. Han havde et konservativ-aristokratisk grundsyn og modsatte sig i rigsrådet alt, der kunne styrke kongemagten på rigsrådets bekostning.
Han ægtede sin anden kone Margrete Lunge, datter af rigsmarsk Jørgen Lunge, d. 30 maj 1649 på Vallø Slot. De nåede sammen at få sønnerne Mogens og Albret, hvoraf kun den første overlevede sin far. Hun døde d. 7. oktober 1653.
Efter i 1652 at have været udsendt i Norge, blev han året efter generalkommissær i Danmark.
I forbindelse med svenskekrigene var han fra 1657 aktiv i forsvaret af København, på lige fod med rigsadmiral Ofve Giedde, og året efter blev han udnævnt som dansk fredforhandler sammen med rigshofmester Joachim Gersdorff. 

## Sidste del af livet
I løbet af 1658 blev han af flere gange ramt af sygdom, bl.a. skørbug, og deltog kun periodisk i rigsrådet. Han døde d. 30. marts 1659.
Han kritiserede til det sidste kongens tiltagende tilsidesættelse af rigsrådet, men forgæves. Alt i alt personificerede Skeel således adelsvælden, og hans dagbøger 1649-58 er et værdifuldt historisk kildeskrift.
Christen Skeel hørte til blandt landets rigeste adelsmænd og ejede en betydelig mængde godser, især Fussingø og Holbækgaard, som han havde arvet efter sin far, samt Odden, som han havde fået ved sit andet ægteskab, alle i Jylland. Derudover Gjelskov på Fyn og Vallø, som han havde fået dels ved sit første ægteskab, dels ved køb. Han købte ligeledes Gammel Køgegaard på Sjælland. Han havde megen interesse for sine godsers drift og udvidede dem ved tilkøb.
Foruden andre legater stiftede han det Skeelske Stipendium for studerende ved Københavns Universitet.